# 山崎直人
山崎 直人（やまざき なおと、6月2日 - ）は、宮崎放送 (MRT) のアナウンサー。

## 来歴
神奈川県横浜市金沢区で生まれ、千葉県千葉市稲毛区・埼玉県さいたま市浦和区で育つ。
関東出身だが、祖父母が門川町に住んでおり、小さい頃からほぼ毎年宮崎県に訪れていた。
2020年4月に宮崎放送に入社。アナウンス部に配属され、同期の澁谷祐太朗とともに同局のアナウンサーになる。

## 人物
- 小・中学校及び高校の社会の教員免許を持っている。
- アイドルグループ日向坂46のファンであり、MRTで日向坂46を取り上げる番組ではほぼ全てでレポーターを務める。YouTubeの「日向坂ちゃんねる」の「日向坂46時間テレビ」にも登場しており「おひさまアナ」として日向坂ファンには知られている。

## 主な出演
- 『Check!』 - プレゼンター
- 『わけもん!!』
- 『GO!GO!ワイド』 - パーソナリティ（月・火）
- 『おはよう!ニュースキャッチ』（金）
- 『みらい・みやざき まなび隊』 - 隊員